# Никифорово (Серпуховский район)
Никифорово — деревня в Серпуховском районе Московской области. Входит в состав Данковского сельского поселения (до 29 ноября 2006 года входила в состав Туровского сельского округа).

## Население
| 2002 | 2006 | 2010 |
| ---- | ---- | ---- |
| 205  | ↘158 | ↘154 |

## География
Никифорово расположено примерно в 28 км (по шоссе) на юго-восток от Серпухова, в 1,5 км по левому берегу Оки, высота центра деревни над уровнем моря — 124 м.

## Современное состояние
На 2016 год в деревне зарегистрировано 2 улицы — Пионерская и Советская. Никифорово связано автобусным сообщением с райцентром и соседними населёнными пунктами.